# Glaucocharis neotafanella
Glaucocharis neotafanella là một loài bướm đêm trong họ Crambidae.